# Scorpaena albifimbria
Scorpaena albifimbria és una espècie de peix pertanyent a la família dels escorpènids.

## Descripció
- Fa 9 cm de llargària màxima.[3][4]

## Hàbitat
És un peix marí, associat als esculls de corall i de clima tropical que viu entre 1-36 m de fondària.

## Distribució geogràfica
Es troba a l'Atlàntic occidental: des del sud de Florida (els Estats Units) i les Bahames fins a Curaçao i, probablement, el nord de Sud-amèrica.

## Observacions
És inofensiu per als humans.